# 트루아 리비에르 전투
트루아 리비에르 전투(영어: Battle of Trois-Rivières)는 미국 독립 전쟁 초기 대륙군이 시도한 캐나다 침공 작전 중 1776년 6월 8일에 퀘벡 시의 상류, 트루아 리비에르(프랑스어로 3개의 강을 의미) 근처에서 일어난 전투이다. 퀘벡 식민지 총독 가이 칼튼이 지휘하는 영국군은 세인트로렌스강을 거슬러 진군하는 과정에서 이를 저지하려 한 윌리엄 톰슨 준장이 지휘하는 대륙군을 격파했다.
대륙군이 세인트로렌스강을 건너는 곳을 퀘벡 식민지의 민병대가 목격하고, 트루아 리비에르에 있던 영국군에 알렸다. 그곳의 농부가 대륙군을 습지로 유도한 사이, 영국군은 원군을 도착해 대륙군 뒤에서 진지를 구축할 수 있었다. 전선을 정비한 영국군과 습지에서 나타난 대륙군 사이에 짧은 교전이 발생한 후, 대륙군은 교전으로 어지러워진 퇴각로 이동했다. 그러나 퇴각로가 일부 차단되어 있었기 때문에, 톰슨 장군과 그 참모를 시작으로, 많은 사람이 영국군의 포로가 되었다.
미국 독립 전쟁에서 이것은 퀘벡 식민지에서 싸운 마지막 전투가 되었다. 이 패배 후 남은 대륙군은 존 설리번 장군의 지휘 하에 세인트존스 요새로 이동했다가, 타이컨더로가 요새까지 후퇴했다.

## 배경
1775년 9월부터 캐나다를 침공한 대륙군은 1775년 새해 전야에 열린 퀘벡 전투에서 큰 패배를 당했다. 이후 베네딕트 아놀드가 지휘하는 나머지 부대는 1776년 5월경 퀘벡 시를 포위했다. 5월 6일 새벽, 영국 해군의 함선이 퀘벡 항구에 들어갔다. 이 함선을 타고 온 부대는 즉시 시내에 진입했으며, 그때 가이 칼튼은 부대를 꾸려서 대륙군이 숙영하고 있는 곳으로 보냈다. 이때 대륙군을 지휘하고 있던 존 토마스는 이미 퇴각 준비를 하고 있었지만, 영국군이 도착하자 부대는 위기에 빠졌다. 대륙군은 무질서한 퇴각을 시작하여, 5월 18일 경에 겨우 소렐에 도착했다.

### 영국군의 준비
5월 중순과 6월 초에 군대와 군수품을 실은 선박이 연이어 퀘벡 시에 도착했다. 6월 2일 경 제9, 제20, 제29, 제 53 및 제60 보병연대가 합류했고, 지휘관 존 버고인 장군도 도착했다. 이 부대와 함께 프리드리히 리더젤 남작이 지휘하는 브라운 슈바이크 공국에서 독일인 용병 부대도 도착했다.
칼튼은 5월 초순에 대륙군을 패퇴시킨 후, 특히 의미있는 공세는 취하지 않았고, 5월 22일에 제47 및 제29 보병연대의 부대를 수송한 배를 앨런 맥린이 지휘하는 트루아 리비에르에 파견했다. 6월 2일 사이먼 프레이저 준장이 추가 부대를 이끌고 트루아 리비에르에 도착했다. 6월 7일 경 트루아 리비에르에 있던 지상 부대 1,000여명으로 구성된 추가 부대와 물자를 실은 25척의 함선이 트루아 리비에르에 가까운 강 또한 몇 마일 상류에 정박했다.

### 미국군의 준비
불과 몇 백명의 군인을 실은 3척의 영국 함선의 도착으로 토마스 부대가 철수한 이래, 토마스는 영국군의 정확한 세력을 파악할 수 없는 상태에 있었다. 5월 21일 소렐에서 열린 전략 회의에는 제2차 대륙회의의 대표도 나와 있었지만, 트루아 리비에르와 퀘벡 시 사이에 데샹보에서 방어선을 구축한다는 결정을 내렸다. 이 결정은 영국군의 세력에 관한 막연한 보고였던, 소문에 근거하여 내린 것이며, 군인이 아닌 대륙회의의 대표가 결정을 주도했다. 토마스는 5월 21일 천연두에 걸려, 6월 2일 결국 사망했고, 군대의 지휘는 단기간 윌리엄 톰프슨에게 이행되었지만, 6월 5일에 존 설리번이 타이컨더로가에서 원군을 데리고 도착하자 그로 교체되었다.
6월 5일, 설리번이 도착하기 몇 시간 전에 톰프슨은 아서 세인트 클레어 대령의 지휘로 600명의 부대를 트루아 리비에르 방면에 파견하였다. 소수라고 믿었던 영국군을 급습해 해산시키려 했다. 설리번은 소렐에 도착했을 때에, 즉석에서 톰프슨에 1,600명을 붙여 그뒤를 쫓게 했다. 이 부대는 니콜렛에서 세인트 클레어 부대를 따라 잡았고, 다음날 강가에 방어선을 구축했다. 6월 7일 밤, 톰슨은 세인트 클레어와 약 2,000명의 부대가 강을 건너 트루아 리비에르에서 몇 마일 상류에 있는 ‘포인트 뒤 랙’(Pointe du Lac)에 상륙했다.